# 분산 파일 시스템
분산 파일 시스템(distributed file system, DFS), 네트워크 파일 시스템(network file system)은 컴퓨터 네트워크를 통해 공유하는 여러 호스트 컴퓨터의 파일에 접근할 수 있게 하는 파일 시스템이다.

## 투명성
분산 파일 시스템에는 일반적으로 투명성이 보장되므로 네트워크를 통해 접근하는 파일들은 프로그램과 사용자의 로컬 디스크에 있는 파일처럼 다룰 수 있다.

## 같이 보기
- 파일 시스템
- WebDAV
- 러스터 (파일 시스템)
- GlusterFS